# Cassida angustifrons
Cassida angustifrons é uma espécie de insetos coleópteros polífagos pertencente à família Chrysomelidae.
A autoridade científica da espécie é Weise, tendo sido descrita no ano de 1891.
Trata-se de uma espécie presente no território português.